# Вестник караимской жизни
Первая попытка организации караимского периодического издания в Крыму была осуществлена в 1914 году. Газзан феодосийской караимской общины А. И. Катык 10 июня 1914 года обратился к Таврическому губернатору с просьбой разрешить выпуск в Феодосии караимского журнала под названием «Вестник караимской жизни». 
Программа журнала: 
- литературные произведения о караимской жизни
- история караимской литературы
- история караимского народа
- критические (литературно-научные) статьи
- религиозно-моральные статьи
- педагогические статьи
- археологические исследования
- хроника караимской жизни
- почтовый ящик
- объявления

Журнал планировалось выпускать один раз в два месяца (приблизительно так, как выходила «Караимская жизнь»). Обязанности ответственного редактора взял на себя А. И. Катык. На свою просьбу он получил свидетельство № 16681 на право выпуска журнала «Вестник караимской жизни». Но первый караимский журнал так и не увидел свет — началась Первая мировая война.